# Distretto di Khuan Kalong
Il distretto di Khuan Kalong (in thailandese: ควนกาหลง) è un distretto (amphoe) della Thailandia, situato nella provincia di Satun.